# Épreville-près-le-Neubourg
Épreville-près-le-Neubourg és un municipi francès situat al departament de l'Eure i a la regió de Normandia. L'any 2007 tenia 431 habitants.

## Demografia

### Població
El 2007 la població de fet d'Épreville-près-le-Neubourg era de 431 persones. Hi havia 151 famílies, de les quals 24 eren unipersonals (16 homes vivint sols i 8 dones vivint soles), 49 parelles sense fills, 70 parelles amb fills i 8 famílies monoparentals amb fills.
La població ha evolucionat segons el següent gràfic:
Habitants censats

### Habitatges
El 2007 hi havia 170 habitatges, 158 eren l'habitatge principal de la família, 7 eren segones residències i 5 estaven desocupats. 169 eren cases i 1 era un apartament. Dels 158 habitatges principals, 141 estaven ocupats pels seus propietaris, 15 estaven llogats i ocupats pels llogaters i 1 estava cedit a títol gratuït; 2 tenien dues cambres, 24 en tenien tres, 33 en tenien quatre i 99 en tenien cinc o més. 149 habitatges disposaven pel capbaix d'una plaça de pàrquing. A 53 habitatges hi havia un automòbil i a 97 n'hi havia dos o més.

### Piràmide de població
La piràmide de població per edats i sexe el 2009 era:
| Homes | Edats   | Dones |
| ----- | ------- | ----- |
| 0     | 95 o +  | 0     |
| 0     | 90 a 94 | 0     |
| 0     | 85 a 89 | 0     |
| 4     | 80 a 84 | 0     |
| 4     | 75 a 79 | 12    |
| 16    | 70 a 74 | 4     |
| 0     | 65 a 69 | 12    |
| 12    | 60 a 64 | 0     |
| 4     | 55 a 59 | 4     |
| 24    | 50 a 54 | 24    |
| 16    | 45 a 49 | 20    |
| 12    | 40 a 44 | 8     |
| 20    | 35 a 39 | 12    |
| 8     | 30 a 34 | 20    |
| 8     | 25 a 29 | 12    |
| 4     | 20 a 24 | 4     |
| 8     | 15 a 19 | 8     |
| 20    | 10 a 14 | 24    |
| 16    | 5 a 9   | 20    |
| 0     | 0 a 4   | 8     |

## Economia
El 2007 la població en edat de treballar era de 286 persones, 231 eren actives i 55 eren inactives. De les 231 persones actives 217 estaven ocupades (115 homes i 102 dones) i 13 estaven aturades (6 homes i 7 dones). De les 55 persones inactives 17 estaven jubilades, 14 estaven estudiant i 24 estaven classificades com a «altres inactius».

### Ingressos
El 2009 a Épreville-près-le-Neubourg hi havia 172 unitats fiscals que integraven 462,5 persones, la mediana anual d'ingressos fiscals per persona era de 19.476 €.

### Activitats econòmiques
Dels 12 establiments que hi havia el 2007, 1 era d'una empresa de fabricació d'altres productes industrials, 3 d'empreses de construcció, 2 d'empreses de comerç i reparació d'automòbils, 1 d'una empresa de transport, 1 d'una empresa d'hostatgeria i restauració, 1 d'una empresa d'informació i comunicació, 1 d'una empresa financera, 1 d'una empresa immobiliària i 1 d'una empresa de serveis.
Dels 4 establiments de servei als particulars que hi havia el 2009, 1 era un paleta, 1 fusteria, 1 lampisteria i 1 restaurant.
L'any 2000 a Épreville-près-le-Neubourg hi havia 14 explotacions agrícoles que ocupaven un total de 540 hectàrees.

## Poblacions més properes
El següent diagrama mostra les poblacions més properes.